# Rhytidodus boluicus
Rhytidodus boluicus är en insektsart som beskrevs av Dlabola 1970. Rhytidodus boluicus ingår i släktet Rhytidodus och familjen dvärgstritar. Inga underarter finns listade i Catalogue of Life.